# Smithsonian National Zoological Park
Smithsonian National Zoological Park (powszechnie określany także jako National Zoo) – ogród zoologiczny w Waszyngtonie, stolicy Stanów Zjednoczonych. Zoo jest częścią Smithsonian Institution, największego na świecie zespołu muzeów i instytucji kulturalno-oświatowych. Założona w 1889 roku placówka posiada zoo o powierzchni 0,7 km² położone w Waszyngtonie oraz centrum badawcze (Conservation Research Center) o powierzchni ok. 13 km² zlokalizowane w pobliżu miasta Front Royal w stanie Wirginia oraz parku narodowego Shenandoah. Zoo w Waszyngtonie jest bezpłatne i otwarte dla publiczności, podczas gdy placówka badawcza jest zamknięta dla publiczności i zajmuje się głównie rozmnażaniem, ochroną i badaniem zagrożonych gatunków. W sumie na terenie obu obiektów znajduje się ok. 2000 zwierząt należących do 400 różnych gatunków.

## Historia

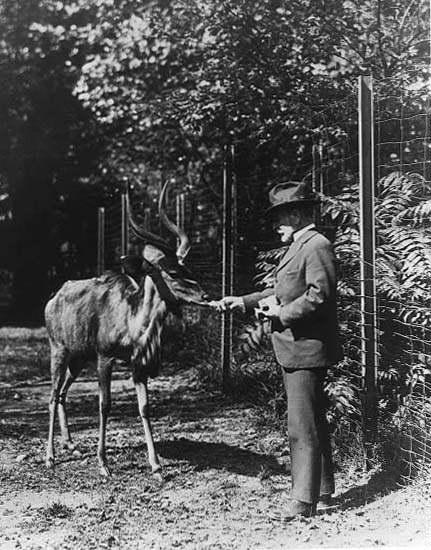
William Temple Hornaday

Początki zoo sięgają lat 80. XIX wieku, kiedy to William Temple Hornaday stworzył na terenie budynku Smithsonian Institution w Waszyngtonie wystawę składającą się z niedźwiedzia, bizona, orła i kilku innych żywych zwierząt. Zachęcony popularnością wystawy, którą w 1887 roku odwiedzały tysiące ludzi dziennie, 2 marca 1889 roku prezydent Grover Cleveland podpisał ustawę uchwaloną przez Kongres Stanów Zjednoczonych ustanawiającą zoo. Rok później, w 1890 roku, zoo stało się częścią Smithsonian Institution.
Przez pierwsze pół wieku swojego istnienia zoo prowadziło politykę, powszechną w większości ogrodów zoologicznych, wystawiania po jednym, dwóch osobnikach rzadkich i egzotycznych gatunków. W tym okresie po śmierci większość zwierząt była łatwa do zastąpienia nowymi osobnikami złapanymi do niewoli w czasie specjalnych wypraw. W latach 50. XX wieku wraz z coraz większą trudnością uzyskania nowych osobników ze środowiska naturalnego, nastąpił istotny zwrot w polityce muzeum, polegający na skupieniu się na badaniu, konserwacji i rozmazaniu rzadkich i zagrożonych gatunków. Rosnąca wiedza i dbałość o warunki życia zwierząt w zoo doprowadziły do przebudowy większości wystaw. Obecnie, większość zwierząt w zoo żyje w skupiskach i środowisku bardziej przypominającym naturalne warunki, a nie jako indywidualne osobniki.
W latach 1961–1978 w ogrodzie mieszkał szympans Ham, uczestnik lotu Mercury-Redstone 2.
Symbolem tych zmian jest wystawa wielkich pand, które zoo posiada od ponad 30 lat. Hsing Hsing i Ling Ling od 1972 roku, a następnie Mei Xiang and Tian Tian od roku 2000 symbolizują wysiłki zoo, aby badać i chronić zagrożone gatunki zwierząt i ich środowisko. Narodziny w zoo wielkiej pandy Tai Shan, która przyszła na świat 9 lipca 2005 i która ulubieńcem zwiedzających, są sukcesem wieńczącym wysiłki zoo.